# Tenson-zoku
 (avril 2024).
La mise en forme du texte ne suit pas les recommandations de Wikipédia : il faut le « wikifier ».
Les points d'amélioration suivants sont les cas les plus fréquents. Le détail des points à revoir est peut-être précisé sur la page de discussion.
- Les titres sont pré-formatés par le logiciel. Ils ne sont ni en capitales, ni en gras.
- Le texte ne doit pas être écrit en capitales (les noms de famille non plus), ni en gras, ni en italique, ni en « petit »…
- Le gras n'est utilisé que pour surligner le titre de l'article dans l'introduction, une seule fois.
- L'italique est rarement utilisé : mots en langue étrangère, titres d'œuvres, noms de bateaux, etc.
- Les citations ne sont pas en italique mais en corps de texte normal. Elles sont entourées par des guillemets français : « et ».
- Les listes à puces sont à éviter, des paragraphes rédigés étant largement préférés. Les tableaux sont à réserver à la présentation de données structurées (résultats, etc.).
- Les appels de note de bas de page (petits chiffres en exposant, introduits par l'outil «  Source ») sont à placer entre la fin de phrase et le point final[comme ça].
- Les liens internes (vers d'autres articles de Wikipédia) sont à choisir avec parcimonie. Créez des liens vers des articles approfondissant le sujet. Les termes génériques sans rapport avec le sujet sont à éviter, ainsi que les répétitions de liens vers un même terme.
- Les liens externes sont à placer uniquement dans une section « Liens externes », à la fin de l'article. Ces liens sont à choisir avec parcimonie suivant les règles définies. Si un lien sert de source à l'article, son insertion dans le texte est à faire par les notes de bas de page.
- La présentation des références doit suivre les conventions bibliographiques. Il est recommandé d'utiliser les modèles {{Ouvrage}}, {{Chapitre}}, {{Article}}, {{Lien web}} et/ou {{Bibliographie}}. Le mode d'édition visuel peut mettre en forme automatiquement les références.
- Insérer une infobox (cadre d'informations à droite) n'est pas obligatoire pour parachever la mise en page.

Pour une aide détaillée, merci de consulter Aide:Wikification.
Si vous pensez que ces points ont été résolus, vous pouvez retirer ce bandeau et améliorer la mise en forme d'un autre article.
Tenson-zoku (天孫族) est un terme générique pour les anciens peuples qui ont établi la royauté de Yamato, mentionné dans le Kojiki et le Nihon shoki, et raconté dans la mythologie japonaise. Le Shinsen shōjiroku définit les Tenson comme étant les descendants d'Amenohoakari. Il mentionne que la Famille Impériale, le clan Mononobe et une ancienne tribu du peuple Hayato, descendent de la tribu Tenson.
La tribu Tenson descend de Takamagahara pour conquérir Ashihara no nakatsukuni (littéralement, la Terre centrale des plaines de roseaux) dans la région de Kyūshū. Dirigés par l'empereur Jimmu, ils avancèrent vers l'est à travers la région de Chugoku jusqu'à la région du Kansai. Après avoir vaincu les familles dirigeantes de l'ouest du Japon, ils fondèrent la dynastie Yamato (Wakoku) qui était gouverné par l'empereur Okimi (en). La dynastie a étendu son pouvoir aux régions de Chubu et de Kanto et s'est développée jusqu'au Japon tel que nous le connaissons aujourd'hui.

## Généalogie
Le projet généalogie du clan Amabe (海部氏系図, Amabe-shi Keizu)  est un document célèbre conservé au sanctuaire de Kono. Il date du début de la période Heian et est considéré comme le plus ancien arbre généalogique du Japon. Le clan revendique une descendance d'Amenohoakari, et a servi au kuni no miyatsuko de la province de Tanba avant d'être divisé en Tamba et Tango. Le document enregistre 82 générations de descendance d' Amenohoakari. Il a été désigné trésor national en 1972.
Dans le Shinsen Shōjiroku, les descendants d'Amatsuhikone, Ame-no-hohi, et Amanomichine, avec les descendants d'Amenohoakari sont appelés Tenson-zoku (天孫族). Tenson-zoku descend de Takamagahara (Plaine du Haut Ciel) vers les provinces d'Owari et de Tanba, et sont considérés comme les ancêtres des clans Owari, Tsumori, Amabé, et Tanba. Beaucoup de ces clans sont devenus des kuni no miyatsuko ou gouverneurs régionaux,.
La généalogie du clan Amabe (海部氏系図, Amabe-shi Keizu), qui enregistre ces quatre clans comme descendants d'Amenohoakari est un document falsifié et ces clans descendent en réalité de la divinité marine Watatsumi. De plus, la généalogie du clan Owari inclut l'arrière-arrière-petit-fils de Watatsumi, Takakuraji comme leur ancêtre, et ceci est considéré comme la généalogie originale. Takakuraji descend de Watatsumi à travers Furutama.